# Led Zeppelin (Album)
Led Zeppelin ist das Debütalbum der britischen Rockband Led Zeppelin. Das Album erschien im Januar 1969, gilt als Meilenstein in der Geschichte der Rockmusik und avancierte zum weltweiten Millionenseller.

## Hintergrund
Im August 1968 hatte sich die britische Rockband The Yardbirds aufgelöst. Gitarrist Jimmy Page, das einzige verbleibende Mitglied der Yardbirds, behielt die Rechte auf den Namen der Band und die vertraglichen Verpflichtungen für eine Konzerttour in Skandinavien. Für seine neue Band warb Page den Bassisten John Paul Jones, den Sänger Robert Plant und den Schlagzeuger John Bonham an. Im September 1968 tourte die Band als „The New Yardbirds“ durch Skandinavien und führte alte Songs von den Yardbirds, aber auch neue Songs wie Communication Breakdown, I Can’t Quit You Baby, You Shook Me, Babe I’m Gonna Leave You und How Many More Times auf. Im Oktober 1968, einen Monat nachdem die Band nach England zurückgekehrt war, änderte Page den Namen der Band in Led Zeppelin, und sie buchten die Olympic Studios in London, um ihr Debütalbum aufzunehmen.

## Aufnahme und Produktion

### Aufnahmesessions
In einem Interview erklärte Page 1990, dass das Album lediglich 36 Stunden Studiozeit (über einen Zeitraum von mehreren Wochen) benötigt hatte (inklusive des Abmischens). Einer der Hauptgründe für die kurze Studiozeit war, dass das für das Album ausgewählte Material auf der Skandinavientour im September 1968 gut geprobt und vorarrangiert worden war. Außerdem bezahlten Page und Peter Grant, der Manager von Led Zeppelin, das Studio aus eigener Tasche, da die Band noch keinen Vertrag mit Atlantic Records abgeschlossen hatte. Es gab also kein Budget eines Plattenlabels, das mit exzessiver Studiozeit ausgeschöpft werden konnte. In einem Interview erklärte Page, dass die Selbstfinanzierung künstlerische Freiheit sicherte:

“I wanted artistic control in a vise grip, because I knew exactly what I wanted to do with these fellows. In fact, I financed and completely recorded the first album before going to Atlantic. It wasn't your typical story where you get an advance to make an album -- we arrived at Atlantic with tapes in hand. [...] Atlantic’s reaction was very positive -- I mean they signed us, didn't they?”

„Ich wollte absolute künstlerische Kontrolle, weil ich genau wusste, was ich mit diesen Typen machen wollte. Ich finanzierte das erste Album und nahm es komplett auf, bevor wir zu Atlantic gingen. Es war nicht diese typische Geschichte, in der du einen Kredit bekommst, um ein Album zu machen -- wir kamen zu Atlantic mit den Bändern in der Hand. Die Reaktion von Atlantic war sehr positiv -- ich meine, sie haben unterschrieben, nicht wahr?“

Die Band nahm ihre Songs angeblich für 1.782 £ auf. Led-Zeppelin-Experte Dave Lewis stellte fest, dass mit Ausnahme der zwölf Stunden, welche die Beatles gebraucht hatten, um ihr erstes Album aufzunehmen, Studiozeit selten so ökonomisch genutzt wurde.
Für die Aufnahmen spielte Page eine psychedelisch bemalte Fender Telecaster. Dies war eine andere Gitarre als die, die er für seine späteren Alben bevorzugte (am bekanntesten ist eine Gibson Les Paul). Page spielte die Telecaster an einem Supro-Verstärker. Außerdem benutzte er für die akustischen Titel eine Gibson J-200, die er von Big Jim Sullivan geliehen hatte. Für Your Time Is Gonna Come spielte er außerdem eine verstimmte 10-saitige Lap-Steel-Gitarre von Fender.

### Produktion
Led Zeppelin wurde von Jimmy Page produziert. Toningenieur war Glyn Johns, der vorher schon mit The Beatles, The Rolling Stones und The Who gearbeitet hatte. Page erklärte in einem Interview mit dem Uncut-Magazin:

“The first album is a live album, it really is, and it's done intentionally in that way. It's got overdubs on it, but the original tracks are live.”

„Das erste Album ist wirklich ein Livealbum, und es ist absichtlich so gemacht. Es gibt Overdubs darauf, aber die Originalspuren sind live.“

Page nahm in einer natürlichen Raumumgebung auf, um so den Hall und die Atmosphäre der Aufnahme zu verbessern. Er demonstrierte damit eine Innovation bei Musikaufnahmen, die er während seiner Tage als Sessionmusiker gelernt hatte. Noch bis in die späten 1960er-Jahre stellten die meisten Musikproduzenten Mikrophone direkt vor die Verstärker und das Schlagzeug. Für Led Zeppelin entwickelte Page die Idee, zusätzliche Mikrophone in einiger Entfernung vom Verstärker aufzustellen (bis zu sechs Meter) und mit beiden ausgeglichen aufzunehmen. Mit dem Einführen dieser „Distanz gleich Tiefe“-Technik wurde Page einer der ersten Produzenten, die den Raumklang einer Band aufnahmen.
Eine andere beachtenswerte Besonderheit des Albums ist das „Durchsickern“ von Plants Gesang. In einem Interview mit Guitar World erklärte Page 1998:

“Robert's voice was extremely powerful and, as a result, would get on some of the other tracks. But oddly, the leakage sounds intentional.”

„Roberts Stimme war extrem kraftvoll und kam folglich auf einige der anderen Spuren. Aber seltsamerweise klingt das Durchsickern absichtlich.“

Das Album ist eines der ersten Alben, die komplett in Stereo veröffentlicht wurden; zu dieser Zeit war es üblich, eine Mono- und eine Stereoversion zu veröffentlichen.

## Komposition
Titel wie Good Times Bad Times, Dazed and Confused und Communication Breakdown offenbaren einen ausgeprägt schweren Klang, der außergewöhnlich war für die späten 1960er-Jahre. Andererseits enthält Led Zeppelin auch eine Stahlsaitengitarre von Page auf Black Mountain Side sowie eine Kombination von akustischer und elektrischer Gitarre auf ihrer Interpretation von Babe I’m Gonna Leave You. Für einige Kontroversen sorgte die Angabe von Page als Autor von Black Mountain Side, da der Song große Ähnlichkeit mit Bert Janschs Version des Folksongs Black Water Side hat.
Dazed and Confused, das auf dem gleichnamigen Song von Jake Holmes von 1967 basiert, wird häufig als das Kernstück des Albums betrachtet; das Arrangement enthält eine absteigende Basslinie von Jones, hartes Schlagzeug von Bonham und verzerrte Gitarrenriffs und Soli von Page. Außerdem präsentiert der Song Page, die Gitarre mit einem Violinbogen spielend. Diese Technik wurde auch auf How Many More Times angewendet, einem Song, der ein Bolero-Riff enthält.
Viele der frühen Songs von Led Zeppelin basieren auf Bluesstandards. Das Album enthält drei Songs, die von anderen Komponisten stammen: You Shook Me und I Can’t Quit You Baby, beide vom Bluesmusiker Willie Dixon, und Babe I’m Gonna Leave You. Letzteren hielt Page für einen traditionellen Folksong und adaptierte ihn nach der Aufnahme von Joan Baez. Als er bemerkte, dass der Song von Anne Bredon in den 1950er-Jahren komponiert worden war, wurde dies auf folgenden Veröffentlichungen korrigiert. Auf You Shook Me imitiert Plant Pages Gitarreneffekte, eine andere Version der call-and-Response-Technik im Blues.
Jeff Beck hatte vorher You Shook Me für sein Album Truth aufgenommen und verklagte Page wegen Diebstahls seiner Idee. Mit John Paul Jones und Keith Moon hatte Page Beck’s Bolero, ein Instrumental auf Truth, geschrieben, gespielt und arrangiert. Teile von Led Zeppelins How Many More Times erinnern an diesen Song. Diese Streitigkeiten führten zu einer Kluft zwischen Beck und Page, die bei den Yardbirds zusammen gespielt hatten und seit ihrer Kindheit Freunde waren.
In einem Interview erklärte Page 1975 seine eigene Perspektive auf die Musik des Albums:

“For material, we obviously went right down to our blues roots. I still had plenty of Yardbirds riffs left over. [...] On the first LP I was still heavily influenced by the earlier days. I think it tells a bit, too. The album was made in three weeks. It was obvious that somebody had to take the lead, otherwise we’d have all sat around jamming and doing nothing for six months. But after that, on the second LP, you can hear the real group identity coming together.”

„Um Material zu bekommen, gingen wir offensichtlich zu unseren Blueswurzeln zurück. Ich hatte immer noch viele Yardbirdsriffs übrig. Auf der ersten LP war ich noch stark von den früheren Tagen beeinflusst. Ich denke, das zählt auch ein bisschen. Das Album wurde in drei Wochen gemacht. Es war klar, dass jemand die Führung übernehmen musste, sonst hätten wir alle für sechs Monate jammend und nichts tuend herumgesessen. Aber danach, auf der zweiten LP, kann man wirklich eine Bandidentität zusammenkommen hören.“

## Veröffentlichung
Die Erstveröffentlichung von Led Zeppelin erfolgte am 10. Januar 1969 bei Atlantic Records. Das Album erschien in seiner Originalausführung als LP mit neun Titeln (Katalognummer: 588171). Im Jahr 1994 erschien das Album erstmals in einer CD-Ausführung (Katalognummer: 7567-82632-2). Am 30. Mai 2014 erschien eine „Deluxe Version“ als Doppel-CD, die das Livealbum Live at the Olympia beinhaltete (Katalognummer: 8122796457).

## Artwork

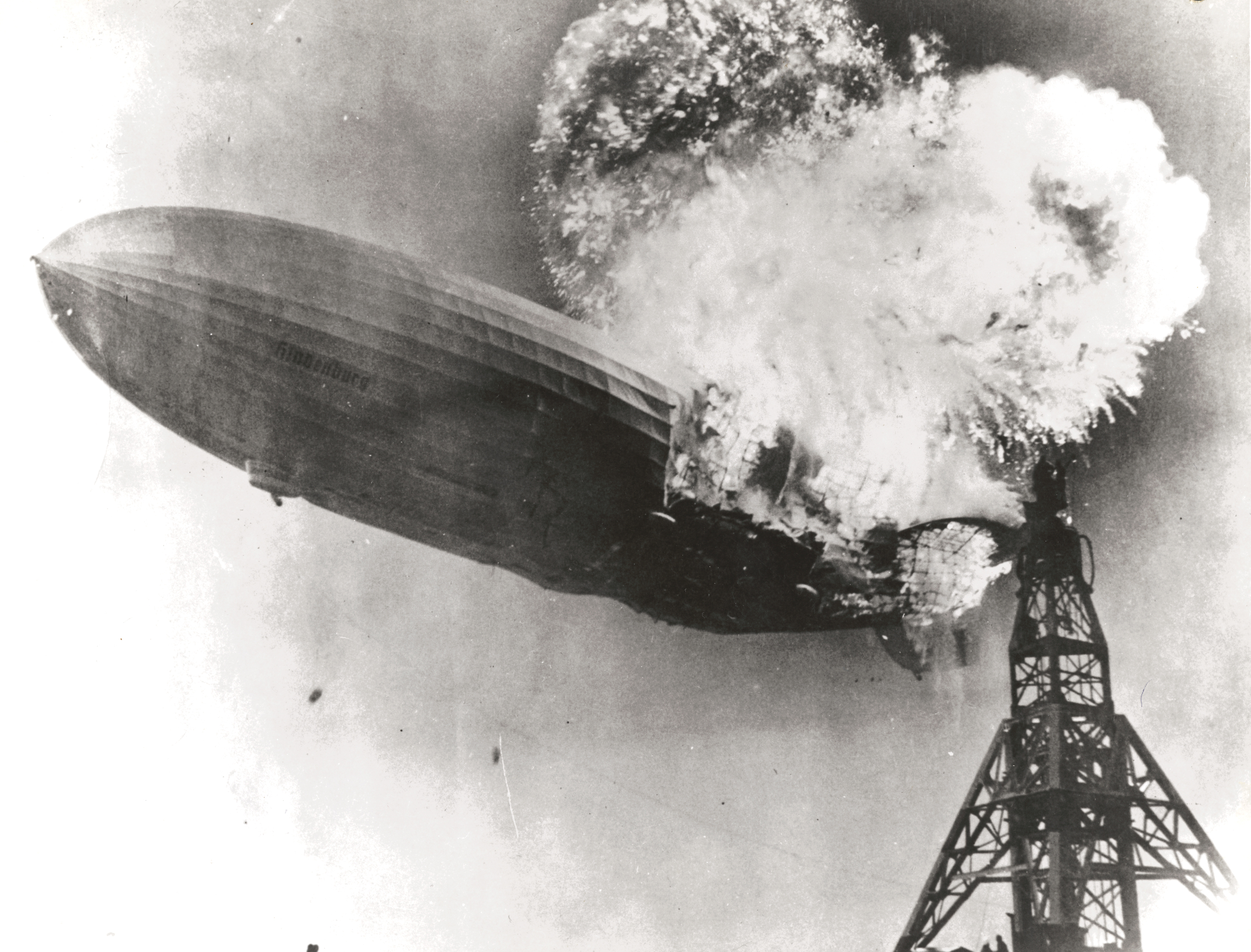
Auf dem Led-Zeppelin-Cover ist der brennende Zeppelin Hindenburg zu sehen

Led Zeppelins Frontcover, das von Page ausgewählt wurde, zeigt ein Schwarz-Weiß-Bild des brennenden Zeppelins Hindenburg. Das Bild bezieht sich auf den Ursprung des Bandnamens: Als Page, Jeff Beck, Keith Moon und John Entwistle über die Idee, eine Band zu gründen, diskutierten, soll Moon gescherzt haben, dass diese wahrscheinlich wie ein bleierner Ballon abstürzen würde. Entwistle setzte angeblich hinzu: „... a lead zeppelin!“ („... ein bleierner Zeppelin!“).
Die Rückseite des Covers zeigt eine Fotografie der Band, die vom ehemaligen Yardbird Chris Dreja aufgenommen worden war. Das komplette Design der Albumhülle wurde von George Hardie koordiniert, mit dem die Band auch bei weiteren Hüllen zusammenarbeitete.
Hardie erinnerte sich, dass er der Band ursprünglich ein Design vorgeschlagen hatte, das auf einem alten Clubschild in San Francisco (einem mehrteiligen Bild eines phallischen Zeppelins in den Wolken) beruhte. Page lehnte ab, aber dennoch wurde es als Logo für die Rückseite der beiden ersten Led-Zeppelin-Alben und für einige der frühen Anzeigen benutzt. Während der ersten Wochen, die das Album in Großbritannien veröffentlicht war, war der Bandname und das Atlantic-Logo in türkis dargestellt. Nachdem dies später in das heute übliche orange geändert worden war, wurden die türkis gedruckten Hüllen zum Sammlerobjekt.
Das Albumcover erhielt große Aufmerksamkeit, als sich die Band bei einem Auftritt im Februar 1970 in Kopenhagen „The Nobs“ nannte. Dies war Folge einer Drohung von Eva von Zeppelin (einer Verwandten des Erbauers der Zeppelin-Luftschiffe), die, als sie das Logo mit der brennenden Hindenburg sah, versuchte, den Auftritt zu verhindern, um die Ehre ihres Familiennamens zu schützen.
2001 schrieb Greg Kot im Rolling Stone:

“The cover of Led Zeppelin... shows the Hindenburg airship, in all its phallic glory, going down in flames. The image did a pretty good job of encapsulating the music inside: sex, catastrophe and things blowing up.”

„Das Cover von Led Zeppelin zeigt die Hindenburg, in ihrer gesamten phallischen Pracht, brennend abstürzend. Das Bild war richtig gut, um die Musik darin einzukapseln: Sex, Katastrophen und Dinge, die explodieren.“

## Titelliste
Seite 1
1. Good Times Bad Times (Bonham/Jones/Page) 2:46
2. Babe I’m Gonna Leave You (Bredon/Page) 6:41
3. You Shook Me (Dixon/Lenoir) 6:28
4. Dazed and Confused (Page) 6:26

Seite 2
1. Your Time Is Gonna Come (Jones/Page) 4:34
2. Black Mountain Side (Jansch/Page) 2:12 [instrumental]
3. Communication Breakdown (Bonham/Jones/Page) 2:27
4. I Can’t Quit You Baby (Dixon) 4:42
5. How Many More Times (Bonham/Jones/Page) 8:28

Viele LPs des Albums geben die Länge von How Many More Times fälschlicherweise mit 3:30 oder 3:23 an.
Plant war wohl am Schreiben der Songs beteiligt, wurde aber wegen unerfüllter vertraglicher Verpflichtungen mit Columbia Records nicht genannt. Diese Behauptung wird von Mick Wall, dem Autor der Led-Zeppelin-Biographie When Giants Walked the Earth, bestritten. Jake Holmes, der Autor von Dazed and Confused, wird ebenfalls nicht genannt.
Bei manchen Kassetten-Versionen wurden die Seiten des Albums vertauscht. So beginnt Seite eins mit Your Time Is Gonna Come und Seite zwei mit Good Times Bad Times.

## Mitwirkende
Led Zeppelin
- John Bonham: Begleitgesang, Schlagzeug, Timpani
- John Paul Jones: Bassgitarre, Begleitgesang, Keyboard, Orgel
- Jimmy Page: Akustische Gitarre, Begleitgesang, E-Gitarre, Pedal-Steel-Gitarre
- Robert Plant: Gesang, Mundharmonika

Zusätzliche Musiker
- Viram Jasani – Tabla-Trommeln (in Black Mountain Side)

Produktion
- Barry Diament – Mastering (CD, 1986)
- Chris Dreja – Fotografie
- Peter Grant – Ausführender Produzent
- George Hardie – Artwork
- Glyn Johns – Abmischung, Tontechnik
- George Marino – CD-Remastering

## Rezeption

### Rezensionen
| Quelle                        | Bewertung |
| ----------------------------- | --------- |
| Allmusic                      | 5 von 5   |
| Entertainment Weekly          | A-        |
| Oz                            | positiv   |
| Rolling Stone (1969)          | negativ   |
| Rolling Stone (2001)          | 5 von 5   |
| The Rolling Stone Album Guide | 4 von 5   |
| Sputnikmusic                  | 3 von 5   |

Das Album wurde in ausgewählten Musikzeitschriften mit dem Slogan „Led Zeppelin – the only way to fly“ (dt.: „Led Zeppelin – die einzige Art zu fliegen“) beworben. Es erhielt anfangs schlechte Kritiken. In einer beißenden Beurteilung behauptete das Rolling-Stone-Magazin:

“[Led Zeppelin] offers little that its twin, the Jeff Beck Group, didn't say as well or better three months ago. [...] [Robert Plant] may be as foppish as Rod Stewart, but he's nowhere near so exciting. [...] It would seem that, if they're to help fill the void created by the demise of Cream, they will have to find a producer (and editor) and some material worthy of their collective attention.”

„Led Zeppelin bietet wenig, was sein Zwilling, die Jeff Beck Group, nicht schon vor drei Monaten genauso oder besser gemacht hätte. [...] Robert Plant mag so affig wie Rod Stewart sein, aber er ist niemals nur annähernd so aufregend. [...] Es scheint, dass sie, wenn sie helfen wollen, die durch den Abgang von Cream geschaffene Lücke zu füllen, einen Produzenten (und Editor) und Material, das ihrer gesamten Aufmerksamkeit gerecht wird, finden müssen.“

John Paul Jones erinnerte sich später:

“We had appalling press at the time. Nobody seemed to want to know us for one reason or another. We got to America and read the Rolling Stone review of the very first album, which was going on about us as another hyped British band. We couldn't believe it. In our naivety we thought we'd done a good album and were doing all right, and then this venom comes flying out. We couldn't understand why or what we'd done to them. After that we were very wary of the press, which became a chicken-and-egg situation. We avoided them and so they avoided us. It was only because we did a lot of shows that our reputation got around as a good live band.”

„Wir hatten entsetzliche Presse zu jener Zeit. Aus dem einen oder anderen Grund schien niemand etwas über uns wissen zu wollen. Wir kamen in Amerika an und lasen die Kritik im Rolling Stone über unser allererstes Album, die uns darstellte wie über eine weitere überdrehte britische Band. Wir konnten es nicht glauben. In unserer Naivität dachten wir, dass wir ein gutes Album gemacht hatten und alles richtig gemacht wurde, und dann kommt diese Bosheit. Wir konnten nicht verstehen, warum oder was wir denen getan hatten. Danach waren wir sehr misstrauisch gegenüber der Presse, woraus sich ein Teufelskreis entwickelte. Wir mieden sie und so mieden sie uns. Nur weil wir viele Konzerte gaben, hatten wir den Ruf einer guten Liveband.“

Der Rockjournalist Cameron Crowe bemerkte Jahre später:

“It was a time of 'super-groups', of furiously hyped bands who could barely cut it, and Led Zeppelin initially found themselves fighting upstream to prove their authenticity”

„Es war eine Zeit der ‚Super-Groups‘, übertriebenerweise hochgelobten Bands, die es kaum bringen konnten, und Led Zeppelin mussten anfangs gegen den Strom ankämpfen, um ihre Authentizität zu beweisen.“

Die Reaktionen der Presse waren allerdings nicht gänzlich negativ. In Großbritannien erhielt das Album eine begeisterte Kritik im Melody Maker. Chris Welch hob Led Zeppelin in einer Kritik mit dem Titel Jimmy Page triumphs – Led Zeppelin is a gas! (dt.: ‚Jimmy Page triumphiert – Led Zeppelin ist eine Wucht!‘) deutlich von sogenannten britischen Bluesbands ab.
Das Album wurde am 10. Januar 1969 in den USA veröffentlicht, um aus der ersten Nordamerika-Tour der Band Kapital zu schlagen. Vorher hatte Atlantic Records einige Hundert Kopien an wichtige Radiosender und Kritiker verteilt. Eine positive Reaktion auf seinen Inhalt, gekoppelt mit einer guten Reaktion auf die ersten Konzerte der Band, führte zu 50.000 Vorbestellungen für das Album. Innerhalb von zwei Monaten nach der Veröffentlichung hatte das Album die Billboard Top 10 erreicht. Es blieb in den Billboard-Charts für 73 Wochen und für 79 Wochen in den britischen Charts. Bis 1975 wurden 7.000.000 US-Dollar eingenommen.

### Nachwirkungen
Der Erfolg und Einfluss des Albums ist heute weitgehend anerkannt, auch bei den Kritikern, die anfangs skeptisch waren. 2006 schrieb beispielsweise der Rolling Stone:

“[The album] was pretty much unlike anything else. The arrangements were more sculpted than those of Cream or Jimi Hendrix, and the musicianship wasn't cumbersome like Iron Butterfly's or bombastic like Vanilla Fudge's. The closest comparisons might be to MC5 or the Stooges—both from Michigan—yet neither had the polish or prowess of Led Zeppelin, nor did Led Zeppelin have the political, social or die-hard sensibility of those landmark bands. What they did have, though, was the potential for a mass audience.”

„Das Album war ganz anders als alles übrige. Die Arrangements waren stärker geformt als die von Cream oder Jimi Hendrix und das musikalische Können war nicht beschwerlich wie bei Iron Butterfly oder bombastisch wie bei Vanilla Fudge. Die größte Ähnlichkeit besteht wohl zu MC5 oder den Stooges – beide aus Michigan –, die aber weder den Glanz noch das Können von Led Zeppelin hatten, wohingegen Led Zeppelin nicht die politische, soziale oder reaktionäre Empfindlichkeit haben, wie diese charakteristischen Bands. Was sie jedoch hatten, war das Potential für ein Massenpublikum.“

Led-Zeppelin-Experte Dave Lewis schreibt:

“Time has done nothing to diminish the quality of one of the finest debut albums ever recorded. There's an urgency and enthusiasm about their performance that retains timeless charm. The nine cuts offer a tour de force of powerful yet often subtle dynamics. [...] And let's not forget the fact that with this album, Page virtually invents the guitar riff as a key songwriting component.”

„Die Qualität des herrlichsten Debütalbum, das jemals aufgenommen wurde, hat sich mit der Zeit nicht verringert. Da ist dieser Druck und Enthusiasmus in ihrem Auftritt, der zeitlosen Charme behalten hat. Die neun Stücke bieten eine Tour de Force mit kraftvoller und dennoch oft subtiler Dynamik. Und man sollte die Tatsache nicht vergessen, dass Page mit diesem Album praktisch das Gitarrenriff als Schlüsselkomponente des Songwritings erfunden hat.“

2003 bezeichnete der Fernsehsender VH1 Led Zeppelin als „The 44th greatest album of all time“ (dt.: Das „44. beste Album aller Zeiten“) und der Rolling Stone verlieh ihm den 29. Rang in seiner Liste „The 500 Greatest Albums of All Time“. Das Album wird weitgehend als ein wichtiger Wendepunkt in der Entwicklung von Hard Rock und Heavy Metal angesehen.

### Preise
| Veröffentlichung           | Land           | Auszeichnung                             | Jahr | Rang |
| -------------------------- | -------------- | ---------------------------------------- | ---- | ---- |
| The Times                  | Großbritannien | The 100 Best Albums of All Time          | 1993 | 41   |
| Rolling Stone              | USA            | The 500 Greatest Albums of All Time      | 2012 | 29   |
| Grammy Awards              | USA            | Grammy Hall of Fame Award                | 2004 | *    |
| Q                          | Großbritannien | The Music That Changed the World         | 2004 | 7    |
| Robert Dimery              | USA            | 1001 Albums You Must Hear Before You Die | 2006 | *    |
| Classic Rock               | Großbritannien | 100 Greatest British Rock Album Ever     | 2006 | 81   |
| Uncut                      | Großbritannien | 100 Greatest Debut Albums                | 2006 | 7    |
| Rock and Roll Hall of Fame | USA            | The Definitive 200                       | 2007 | 165  |
| Q                          | Großbritannien | 21 Albums That Changed Music             | 2007 | 6    |

* bezeichnet eine ungeordnete Liste

## Kommerzieller Erfolg

### Chartplatzierungen
| ChartsChartplatzierungen       | Höchstplatzierung | Wochen |
| ------------------------------ | ----------------- | ------ |
| Deutschland (GfK)              | 11 (17 Wo.)       | 17     |
| Österreich (Ö3)                | 18 (2 Wo.)        | 2      |
| Schweiz (IFPI)                 | 11 (4 Wo.)        | 4      |
| Vereinigte Staaten (Billboard) | 7 (99 Wo.)        | 99     |
| Vereinigtes Königreich (OCC)   | 6 (80 Wo.)        | 80     |

### Auszeichnungen für Musikverkäufe
| Land/Region                  | Auszeichnungen für Musikverkäufe (Land/Region, Auszeichnung, Verkäufe) | Verkäufe   |
| ---------------------------- | ---------------------------------------------------------------------- | ---------- |
| Argentinien (CAPIF)          | Gold                                                                   | 30.000     |
| Australien (ARIA)            | 2× Platin                                                              | 140.000    |
| Deutschland (BVMI)           | Gold                                                                   | 250.000    |
| Frankreich (SNEP)            | Gold                                                                   | 100.000    |
| Italien (FIMI)               | Platin                                                                 | 50.000     |
| Japan (RIAJ)                 | Gold                                                                   | 100.000    |
| Kanada (MC)                  | Diamant                                                                | 1.000.000  |
| Neuseeland (RMNZ)            | Gold                                                                   | 7.500      |
| Schweiz (IFPI)               | Gold                                                                   | 25.000     |
| Spanien (Promusicae)         | Gold                                                                   | 50.000     |
| Vereinigte Staaten (RIAA)    | 8× Platin                                                              | 8.000.000  |
| Vereinigtes Königreich (BPI) | 2× Platin                                                              | 600.000    |
| Insgesamt                    | 7× Gold · 13× Platin · 1× Diamant ·                                    | 10.352.500 |

Hauptartikel: Led Zeppelin/Auszeichnungen für Musikverkäufe

## Coverversionen
Der Titel How Many More Times wurde in verkürzter Form von Danzig gecovert.
Der Titel Good Times Bad Times wurde von der New Yorker Thrash-Metal-Band Nuclear Assault auf ihrem Album Survive gecovert.